# Novaledo
Novaledo là một đô thị ở tỉnh Trento ở vùng Trentino-Alto Adige/Südtirol, located in the Bassa Valsugana valley (Lower part of the Valsugana valley) about 20 km về phía đông nam của Trento. Tại thời điểm ngày 31 tháng 12 năm 2004, đô thị này có dân số 882 người và diện tích là 8,0 km².
Novaledo giáp các đô thị: Frassilongo, Roncegno, Borgo Valsugana, Pergine Valsugana và Levico Terme.